# Башкиров, Михаил Владимирович
Михаи́л Влади́мирович Башки́ров (укр. Михайло Володимирович Башкіров; 24 сентября 1949, Батайск, Ростовская область, СССР — 2 февраля 1999, Кагарлык, Киевская область, Украина) — украинский политический деятель. Председатель Николаевского облисполкома, Кировоградской областной государственной администрации, Народный депутат Украины І созыва.

## Биография
Родился 24 сентября 1949 года в Батайске в семье рабочего. В 1966 году поступил в Ворошиловградский сельскохозяйственный институт. После обучения в 1971 году работал главным агрономом колхоза «Дружба». С 1971 по 1973 проходил службу в Советской Армии, после чего устроился главным агрономом в другой колхоз — имени Потриваева. Далее работал председателем правления колхоза имени Фрунзе Березнеговатского района Николаевской области. С 1980 — директором совхоза им. Фрунзе Николаевсадвинпрома.
С 1982 года работал начальником сельхозуправления райисполкома, председателем исполкома Березнеговатского районного Совета. С 1987 года — Первым секретарём Березнеговатского райкома КПУ. С 1989 — председателем областного агропромсовета.

## Политическая деятельность

### В Николаевском горисполкоме
4 марта 1990 года был избран депутатом Николаевского облсовета. На сессии облсовета 8 апреля 1990 года он избирается председателем исполкома областного совета. После принятия 7 декабря 1990 года Закона Украинской ССР «О местном самоуправлении», в соответствии с которым председатель облсовета одновременно становился и председателем облисполкома, Башкиров стал первым заместителем председателя облсовета Ивана Грицая по исполнительной работе. Далее занимал должности Председателя исполкома облсовета и Первого заместителя председателя исполкома.

### Народный депутат Украины І созыва (1990—1994 годов.)
Избран от Николаевской области по Снигирёвскому избирательному округу N 292
- Дата принятия депутатских полномочий: 15 мая 1990 года.
- Дата сложения депутатских полномочий: 10 мая 1994 года.
- Парламентские группы:

«Аграрники»
«За социальную справедливость»
- Деятельность:

Член Комиссии по вопросам социальной политики и труда

### Выборы председателя Николаевского облсовета 1994 года
На выборах председателя облсовета 26 июня 1994 года Башкиров был соперником Анатолия Кинаха. Кинах набрал 47 % голосов «за», 20 % «против», Башкиров, соответственно — 16,4 % и 17 %.

### В Кировоградской облгосадминистрации
В октябре 1998 года Башкиров был назначен председателем Кировоградской областной государственной администрации. На этой должности находился всего пять месяцев. Уделял внимание налаживанию серийного производства комбайнов в Кировоградской области.

## Награды и звания
Государственный служащий 1-го ранга.

## Смерть
2 февраля 1999 года Михаил Башкиров погиб в ДТП около города Кагарлык Киевской области.